# Trần Đại Quang
Trần Đại Quang (Ninh Binh, 12 de outubro de 1956 — Hanói, 21 de setembro de 2018) foi um político vietnamita e presidente do Vietnã, de 2016 até 2018, ano de sua morte. Tornou-se o presidente do Vietnã no dia 2 de abril de 2016, depois de uma votação na Assembleia Nacional, substituindo Trương Tấn Sang. Antes disso, era ministro da Segurança Pública.

## Morte
Morreu aos 61 anos em 21 de setembro de 2018, às 10h05 locais (03h05 UTC), no Hospital Militar Central, em Hanói, de uma longa doença.